# Kabinett Kramp-Karrenbauer II
Das Kabinett Kramp-Karrenbauer II bildete vom 9. Mai 2012 bis 17. Mai 2017 die saarländische Landesregierung von Ministerpräsidentin Annegret Kramp-Karrenbauer (CDU). 
Nach der Beendigung der Jamaika-Koalition aus CDU, FDP und Bündnis 90/Die Grünen durch Kramp-Karrenbauer im Januar 2012 und der darauf folgenden Neuwahl des Landtages im März 2012 einigten sich die CDU Saar als Wahlgewinnerin und die SPD Saarland als zweitstärkste Kraft auf die Bildung einer Großen Koalition. Am 24. April 2012 stellten beide Parteien den Zuschnitt des zukünftigen Kabinetts vor.
Im Landtag des Saarlandes verfügte die große Koalition mit 37 von 51 Sitzen über eine Zweidrittelmehrheit. Am 9. Mai 2012 wurde Kramp-Karrenbauer in geheimer Wahl von 37 Abgeordneten als Ministerpräsidentin wiedergewählt. Mit gleicher Stimmenanzahl bestätigte anschließend der Landtag ihr Kabinett. Bei beiden Abstimmungen gab es 12 Gegenstimmen sowie zwei Enthaltungen. 
Am 17. Mai 2017, nach der Landtagswahl 2017, folgte das Kabinett Kramp-Karrenbauer III.

## Kabinett
| Amt/Ressort                                                         | Foto                                  | Name                                                                         | Partei | Partei          | Staatssekretär                                                                                 | Partei | Partei |
| ------------------------------------------------------------------- | ------------------------------------- | ---------------------------------------------------------------------------- | ------ | --------------- | ---------------------------------------------------------------------------------------------- | ------ | ------ |
| Ministerpräsidentin                                                 |                                       | Annegret Kramp-Karrenbauer                                                   |        | CDU             | Jürgen Lennartz Chef der Staatskanzlei und Bevollmächtigter des Saarlandes beim Bund in Berlin |        | CDU    |
| Ministerin für Wissenschaft, Forschung und Technologie              |                                       | Annegret Kramp-Karrenbauer                                                   |        | CDU             |                                                                                                |        |        |
| Stellvertretende/r Ministerpräsident/in                             |                                       | Heiko Maas (bis 17. Dezember 2013) Anke Rehlinger (ab 15. Januar 2014)       |        | SPD             | Jürgen Barke                                                                                   |        | SPD    |
| Minister/in für Wirtschaft, Arbeit, Energie und Verkehr             |                                       | Heiko Maas (bis 17. Dezember 2013) Anke Rehlinger (ab 15. Januar 2014)       |        | SPD             | Jürgen Barke                                                                                   |        | SPD    |
| Minister für Finanzen und Europa                                    |                                       | Stephan Toscani                                                              |        | CDU             | Axel Spies                                                                                     |        | CDU    |
| Minister für Inneres und Sport                                      |                                       | Monika Bachmann (bis 12. November 2014)                                      | CDU    | Christian Seel  |                                                                                                |        |        |
| Minister für Inneres und Sport                                      | Klaus Bouillon (ab 12. November 2014) |                                                                              | CDU    | Christian Seel  |                                                                                                |        |        |
| Minister/in für Soziales, Gesundheit, Frauen und Familie            |                                       | Andreas Storm (bis 12. November 2014) Monika Bachmann (ab 12. November 2014) | CDU    | Stephan Kolling |                                                                                                | CDU    |        |
| Minister/in der Justiz Minister/in für Umwelt und Verbraucherschutz |                                       | Anke Rehlinger (bis 15. Januar 2014)                                         |        | SPD             | Anke Morsch                                                                                    |        | SPD    |
| Minister/in der Justiz Minister/in für Umwelt und Verbraucherschutz | Reinhold Jost (ab 15. Januar 2014)    | Roland Krämer                                                                | SPD    | SPD             |                                                                                                |        |        |
| Minister für Bildung und Kultur                                     |                                       | Ulrich Commerçon                                                             | SPD    | Andrea Becker   |                                                                                                |        |        |